# Kivijärvet (Gällivare socken, Lappland)
Kivijärvet är en sjö i Gällivare kommun i Lappland och ingår i Kalixälvens huvudavrinningsområde. Sjön har en area på 0,0365 kvadratkilometer och ligger 209,4 meter över havet.

## Delavrinningsområde
Kivijärvet ingår i det delavrinningsområde (744213-175582) som SMHI kallar för Ovan Pikkujoki. Medelhöjden är 226 meter över havet och ytan är 31,43 kvadratkilometer. Räknas de 147 avrinningsområdena uppströms in blir den ackumulerade arean 2 032,22 kvadratkilometer. Ängesån (Liinajoki) som avvattnar avrinningsområdet har biflödesordning 2, vilket innebär att vattnet flödar genom totalt 2 vattendrag innan det når havet efter 169 kilometer. Avrinningsområdet består mestadels av skog (75 procent) och sankmarker (22 procent). Avrinningsområdet har 0,09 kvadratkilometer vattenytor vilket ger det en sjöprocent på 0,3 procent.